# Lubricogobius exiguus
Lubricogobius exiguus là một loài cá biển thuộc chi Lubricogobius trong họ Cá bống trắng. Loài cá này được mô tả lần đầu tiên vào năm 1915.

## Từ nguyên
Tinh từ định danh exiguus trong tiếng Latinh nghĩa là “ít ỏi, nhỏ nhắn”, hàm ý đề cập đến kích thước bé nhỏ của loài cá này.

## Phân bố và môi trường sống
Từ miền nam Nhật Bản (Chiba đến Nagasaki), L. exiguus có phân bố trải dài về phía nam đến bờ tây đảo Đài Loan, đảo Palawan (Philippines), bang Sabah (Malaysia) và các đảo ở miền đông Indonesia; ghi nhận từ Nouvelle-Calédonie cần được xác nhận lại.
L. exiguus sống trên nền đáy bùn và cát, trú ẩn gần hoặc trong các vật rỗng như vỏ sò, ruột Sống đuôi, vỏ giun ống hay chai lọ và lon rỗng, ở độ sâu khoảng 5–100 m.

## Mô tả
Chiều dài cơ thể lớn nhất được ghi nhận ở L. exiguus là 4 cm. Loài này có màu vàng tươi đồng nhất. Cá cái trưởng thành có màu vàng cam trên bụng do màu của trứng lộ ra ngoài da. L. exiguus có thể bị nhầm lẫn với cá bống Gobiodon okinawae cũng có màu vàng toàn thân, nhưng G. okinawae có đầu (nhìn nghiêng) thẳng hơn, miệng xiên hơn và hai vây lưng dính chặt ở gốc.
Số gai vây lưng: 7; Số tia vây lưng: 8–10; Số gai vây hậu môn: 1; Số tia vây hậu môn: 5–7; Số gai vây bụng: 1; Số tia vây bụng: 5; Số tia vây ngực: 16–18.
Một loài cùng chi là Lubricogobius ornatus cũng có màu vàng, tuy nhiên lại có thêm các sọc xanh lam nhạt quanh mắt, trên nắp mang và băng qua gốc vây ngực.

## Sinh thái

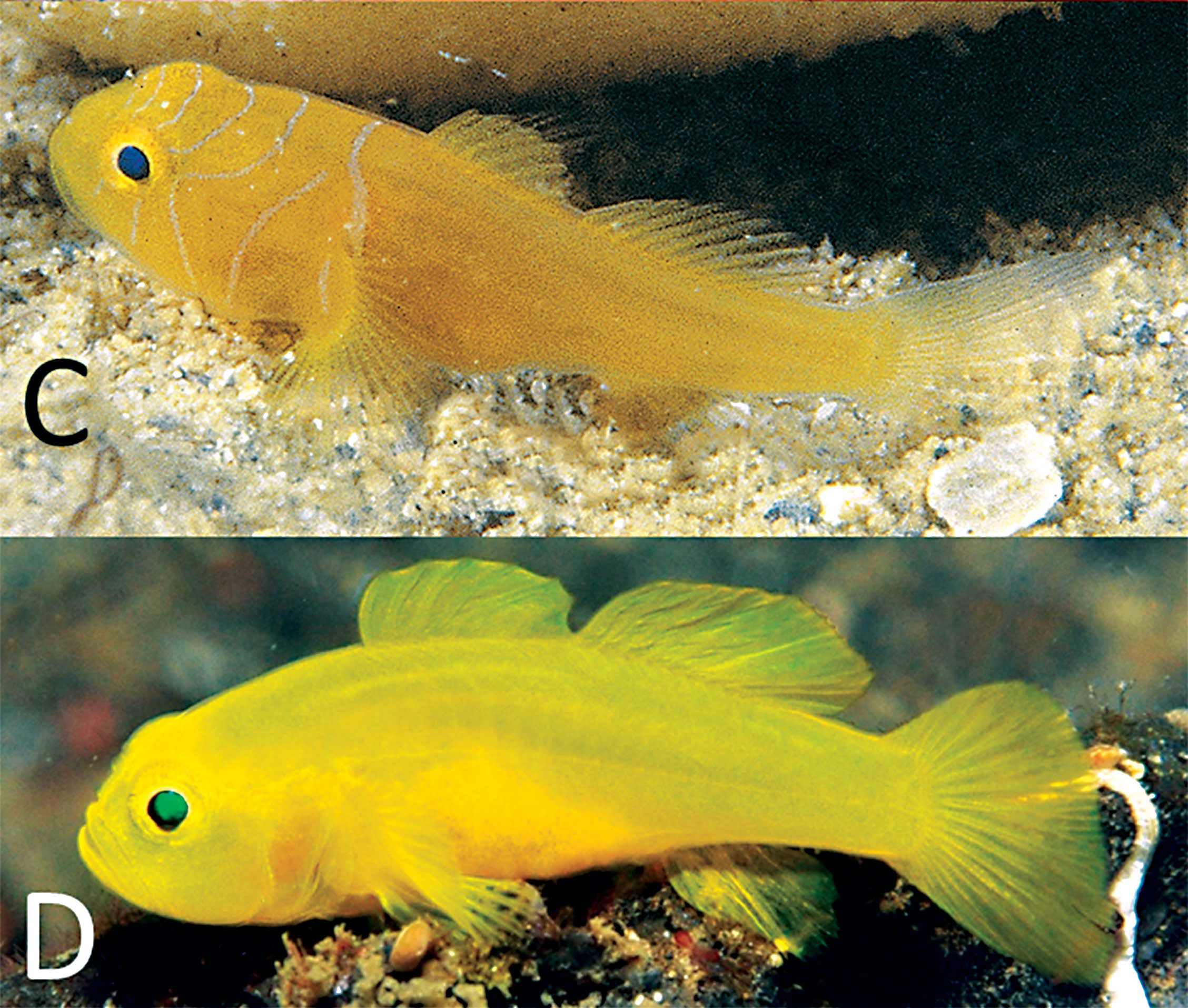
L. ornatus (hình C) và L. exiguus (hình D)

Trong một cặp L. exiguus được quan sát trong thí nghiệm, cá thể đóng vai trò cá đực chỉ có tinh hoàn hoạt động trong khi cá thể đóng vai trò cá cái có đến hai loại tuyến sinh dục: chỉ có buồng trứng hoạt động hoặc có cả tinh hoàn lẫn buồng trứng đều hoạt động (lưỡng tính đồng thời - simultaneous hermaphroditism). Ngoài ra, trong thí nghiệm cho L. exiguus sống đơn lẻ, người ta nhận thấy hiện tượng lưỡng tính đồng thời xảy ra ở tất cả các cá thể, và một số cá thể sinh sản theo chu kỳ nhưng không có hiện tượng tự phối. Những phát hiện trên chỉ ra rằng sự phân bố mật độ thấp và khả năng ít di chuyển của L. exiguus trong tự nhiên có thể đã thúc đẩy quá trình tiến hóa kiểu sinh dục khác thường này ở chúng.